# 제22회 대한민국국제청소년영화제
제22회 대한민국국제청소년영화제는 2022년 11월 4일에 열린 시상식이다.

## 수상 및 후보

### 종합대상
- 유일한 길 - 최현웅 수상

### 대학부-문화체육관광부장관상
- 물어볼게요 - 전수인 수상

### 대학부-영화진흥위원장상
- 탁! 하면 구! - 전재희 수상

### 대학부-대한민국청소년영화제조직위원장상
- 시월 - 박경서 수상

### 고등부-교육부장관상
- 클릭 - 이상윤 수상

### 고등부-영화진흥위원장상
- 이프로 - 강서현 수상

### 고등부-대전광역시시의회의장상
- 달려 - 홍예인 수상
- 우정여행 - 김건우 수상

### 중등부-대전광역시장상
- 일십백(등) - 심재윤 외 1명 수상

### 중등부-영화진흥위원장상
- 성적 - 구본재 수상

### 중등부-대한민국청소년영화제조직위원장상
- 반장선거 - 강미승 수상

### 초등부-대전광역시장상
- 위험한 동아리 - 꼬마TV 수상

### 초등부-영화진흥위원장상
- 캠코더 - 김지우 수상

### 초등부-대한민국청소년영화제조직위원장상
- 소원나무 - 아르떼필름 수상

### 주연상-대한민국청소년영화제 조직위원장상
- 위험한 동아리 - 이사랑 수상
- 위험한 동아리 - 문수인 수상
- 성적 - 전상민 수상
- 유일한 길 - 조동희 수상
- 시월 - 김다빈 수상

### 지역청소년특별상
- 너의 친구로 산다는 것 - 정민하 수상
- 소중한, - 김재현 수상
- 열대야 - 최민채 수상

### 초등부
- 소원나무 - 아르떼필름
- 위험한 동아리 - 꼬마TV
- 캠코더 - 김지우

### 중등부
- 반장선거 - 강미승
- 성적 - 구본재
- 일십백(등) - 심재윤 외 1명

### 고등부
- 달려 - 홍예인
- 우정여행 - 김건우
- 유일한 길 - 최현웅
- 이프로 - 강서현
- 클릭 - 이상윤

### 대학부
- 물어볼게요 - 전수인
- 시월 - 박경서
- 탁! 하면 구! - 전재희
- 그렇습니까? 오카피입니다 - 이승재